# Atik-Savska džamija u Brčkom
Atik džamija (poznata i kao Savska džamija), nalazi se na obali Save u  Brčkom. Nalazi se u sastavu Medžlisa Islamske zajednice Brčko, u okvirima  Tuzlanskog muftiluka. Zajedno s haremom proglašena je za nacionalni spomenik Bosne i Hercegovine.

## Povijest
Savska (Atik) džamija nalazi se u centru grada, u arhitektonskoj cjelini Konačkog brda, u neposrednoj blizini ušća rijeke Brke u rijeku Savu. U osmanskom periodu Brčko se razvilo u pet mahala: Atik, Džedid, Varoš, Karanfil i Kolobara. Vrijeme izgradnje Atik džamije nije točno utvrđeno, iako je poznato da je postojala prije 1651. godine. U nekim dokumentima se navodi da je podignuta 1620. a u drugim 1622. godine. Osim nje, sagrađene su u kasnijem razdoblju još tri džamije: Džedid džamija, Hadži Pašina i Dizdarija, od kojih je posljednja srušena nakon Drugog svjetskog rata. Već po samom imenu Atik, što na osmanskom jeziku znači stari, može da se zaključi da je riječ o najstarijoj džamiji u Brčkom.
Prvobitno je bila napravljena od drveta i vremenom je proširivana, zbog povećanja broja vjernika u gradu. Neposredno uz džamiju nalazilo se mezarje, koje je prekopano prilikom izgradnje brčanske zelene pijace.  Na austrijskom geodetskom snimku iz 1882. godine, džamija ucrtana je zajedno s dućanima koji su je okruživali. Uz džamiju bio je podignut i mekteb.
Džamija je u cjelini srušena 17. srpnja 1992. godine. Obnovljena je 2006. godine u izvornom obliku.

## Vanjske poveznice
- Džemat Atik-Savska Džamija